# کبوتردریایی‌های آب‌شکاف
کبوتردریایی‌های آب‌شکاف (نام علمی: Puffinus) سرده‌ای از پرندگان دریایی عضو تیره کبوتردریاییان هستند که شامل نزدیک به ۲۰ کبوتردریایی کوچک تا میان‌جثه می‌شوند. اینکه آیا تعدادی از اعضای این سرده خود گونه‌های مجزا هستند یا زیرگونه به شمار می‌روند هنوز مشخص نیست.
اعضای کنونی این سرده عبارتند از:
- کبوتر دریایی کریسمس، Puffinus nativatis
- کبوتر دریایی گالاپاگوس، Puffinus subalaris
- کبوتر دریایی براین، Puffinus bryani
- کبوتر دریایی مانکس، Puffinus puffinus
- کبوتر دریایی شام، Puffinus yelkouan
- کبوتر دریایی بالئاری، Puffinus mauretanicus
- کبوتر دریایی هوتون، Puffinus huttoni
- کبوتر دریایی دمگاه‌سیاه، Puffinus opisthomelas
- کبوتر دریایی تاونسند، Puffinus auriculatus
- کبوتر دریایی هاوایی، Puffinus newelli
- کبوتر دریایی بال‌زن، Puffinus gavia
- کبوتر دریایی کوچک، Puffinus assimilis
- کبوتردریایی آدوبون، Puffinus lherminieri
  - کبوتر دریایی گرمسیری، Puffinus (lherminieri) bailloni، (مورد مناقشه)
  - کبوتر دریایی بارولو، Puffinus (lherminieri) baroli، (مورد مناقشه)
  - کبوتر دریایی بوید، Puffinus (lherminieri) boydi،
  - کبوتردریایی بنرمان، Puffinus (lherminieri) bannermani، (مورد مناقشه)
- کبوتردریایی ایرانی، Puffinus persicus،
- کبوتر دریایی هاینروث، Puffinus heinrothi
- کبوتر دریایی پاصورتی، Puffinus creatopus
- کبوتر دریایی پاگوشتی، Puffinus carneipes
- کبوتر دریایی بزرگ، Puffinus gravis
- کبوتر دریایی دم‌باریک، Puffinus pacificus
- کبوتر دریایی بولر، Puffinus bulleri
- کبوتردریایی دودی، Puffinus griseus
- کبوتر دریایی دم‌کوتاه، Puffinus tenuirostris

کبوتردریایی لاوا (Puffinus olsoni) نیز از جمله اعضای این سرده بود که منقرض شد.